# Estébanez de la Calzada
Estébanez de la Calzada es una localidad española perteneciente al municipio de Villarejo de Órbigo, en la provincia de León, comunidad autónoma de Castilla y León. Situado cerca del canal de Villares y del arroyo del Valle del Grillo, afluente del arroyo de Huerga, que desemboca en el río Tuerto.

## Geografía

### Ubicación
| Noroeste: San Justo de la Vega | Norte: Santibáñez de Valdeiglesias | Noreste: Villarejo de Órbigo |
| Oeste: Nistal                  |                                    | Este: Veguellina de Órbigo   |
| Suroeste Barrientos de la Vega | Sur: Posadilla de la Vega          | Sureste: Villoria de Órbigo  |

## Historia

### Origen
El origen de Estébanez no está claro y parte de ello se debe a su oscura relación histórica con la localidad de Calzada, situada 1 km al norte y que se presume origen inicial.
Calzada es citada por primera vez en el 916, cuando el rey Ordoño concede a la iglesia de León varias localidades entre las que se encuentra Calzada. Por otro lado, Estébanez no aparece hasta 1575 pero para entonces ya lo hace con su iglesia parroquial, su concejo y su “añejo de Calzada”, esto unido al hecho de que Calzada no aparece nunca en las instituciones clásicas de aquella época parece indicar que para estas fechas Calzada ya formaba parte de Estébanez. Martín Martínez Martínez teoriza que el éxodo pudo iniciarse por un labrador o pastor buscando una mayor cercanía a las tierras fértiles de la ribera o más espacios abiertos y herbáceos para los ganados.
La falta de documentos imposibilita reconstruir los acontecimientos entre ambas fechas y así esclarecer los orígenes de Estébanez.
En el Libro de Fabrica de la iglesia parroquial (página 97) fechado en 1731, Calzada no es ya ni anexo, sino que se le considera un simple barrio de Estébanez.
En 1847 se publicó en tomo VII del Diccionario Geográfico de Pascual Madoz. En él se menciona que Calzada se despobló a causa de haber sido asesinado, en el año 1792, el vecino más rico que allí vivía.

## Demografía
| Gráfica de evolución demográfica de Estébanez de la Calzada entre 2000 y 2020 |
|                                                                               |
| Población de derecho (2000-2020) según el padrón municipal del INE            |

## Cultura

### Patrimonio
A día de hoy, el único y mayor ejemplo artístico lo constituye su iglesia parroquial, que data de los últimos años del siglo XVIII y posiblemente su construcción se alargara durante la primera década del XIX, sabiendo que es la última de una serie de edificaciones anteriores de las cuales no existen restos que puedan identificar si pertenecieron a algún estilo arquitectónico concreto.
Sobre el templo actual y en una de las ventanas exteriores del ábside, aparece la inscripción “Hizose año de 1798”, aunque es posible que esta fecha se refiera a la terminación parcial de algunos elementos básicos del templo y no a su finalización total ya que en un documento del Archivo Diocesano de Astorga, redactado por el párroco de Estébanez en 1809, se hace una relación de elementos sustraídos por los franceses durante la Guerra de la Independencia entre los cuales estaban varios objetos litúrgicos de plata, y se hace saber también que las obras de construcción de las bóvedas de la iglesia, iniciadas el año anterior, en 1808, están inacabadas por culpa del conflicto bélico. Sea como fuere, el estilo final del templo, sobre todo en su interior, es acorde con un barroco tardío.

### Cantar del Ramo
Se conserva por tradición oral un villancico o cantar del ramo de Navidad. En la provincia de León está muy extendida la celebración del ramo en la que se conjugan cánticos populares con la exhibición de un ramo a modo de estandarte decorado con multitud de elementos, como ornamentos vegetales, cintas decorativas, dulces. Se representaba en la iglesia parroquial y que se componía de cuatro actos:
- I. En el portal de la iglesia.
- II. Desde la entrada de la iglesia hasta el altar.
- III. Ante el Nacimiento.
- IV. Salve final.

Además del sentir litúrgico y religioso, el cantar también admitía otro tipo de estrofas más profanas, como las siguientes:
Apártense los señores, dejen la senda en llegada, sobre todo las mujeres, que tienen las sayas largas.
O esta otra:
Al mozo que trae el ramo, le vamos a regalar, un puro para que fume, hoy día de Navidad.
Actualmente ya no se representa dicho canto del ramo de Navidad pero su pervivencia para la posteridad se la debemos en gran parte al musicólogo Miguel Manzano, que la publicó junto con otros cantos populares de la provincia de León en su "Cancionero leonés", compuesto por varios tomos publicados entre 1988 y 1991.

### Belén viviente
Durante los últimos años se ha recuperado esta tradición muy arraigada en la población; consistente en la representación de un belén viviente con la colaboración de los habitantes y que recibe visitas de los pueblos cercanos. Se celebra los días de Navidad y Reyes con motivo de las celebraciones religiosas.